# Strażnica KOP „Zagajno”

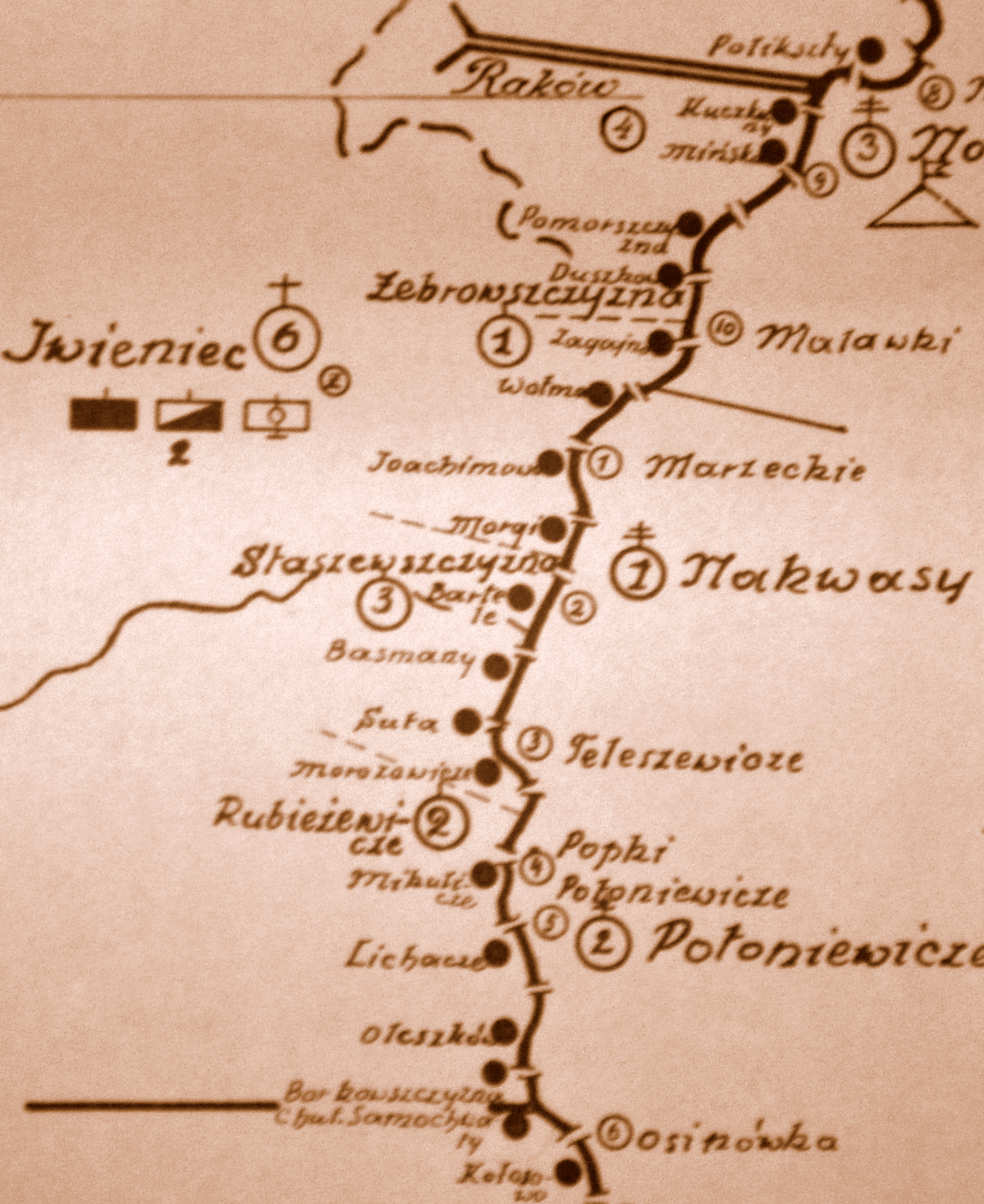
Rozmieszczenie batalionu KOP „Iwieniec” w 1931

Strażnica KOP „Zagajno” – zasadnicza jednostka organizacyjna Korpusu Ochrony Pogranicza pełniąca służbę ochronną na granicy polsko-sowieckiej.

## Formowanie i zmiany organizacyjne
W 1924 w składzie 3 Brygady Ochrony Pogranicza, został sformowany 6 batalion graniczny. W 1928 w skład batalionu wchodziło 12 strażnic. 53 strażnica KOP „Zagajno” w latach 1928–1939 znajdowała się w strukturze 1 kompanii KOP „Żebrowszczyzna”  batalionu KOP „Iwieniec”. Strażnica liczyła około 18 żołnierzy i rozmieszczona była przy linii granicznej z zadaniem bezpośredniej ochrony granicy państwowej.
W 1930 nadano strażnicy imię Romualda Traugutta.
W 1932 obsada strażnicy zakwaterowana była w budynku KOP. Strażnicę z macierzystą kompanią łączył trakt długości 8,4 km.

## Służba graniczna
Podstawową jednostką taktyczną Korpusu Ochrony Pogranicza przeznaczoną do pełnienia służby ochronnej był batalion graniczny. Odcinek batalionu dzielił się na pododcinki kompanii, a te z kolei na pododcinki strażnic, które były „zasadniczymi jednostkami pełniącymi służbę ochronną”, w sile półplutonu. Służba ochronna pełniona była systemem zmiennym, polegającym na stałym patrolowaniu strefy nadgranicznej, wystawianiu posterunków alarmowych, obserwacyjnych i kontrolnych stałych, patrolowaniu i organizowaniu zasadzek w miejscach rozpoznanych jako niebezpieczne, kontrolowaniu dokumentów i zatrzymywaniu osób podejrzanych, a także utrzymywaniu ścisłej łączności między oddziałami i władzami administracyjnymi. Strażnice KOP stanowiły pierwszy rzut ugrupowania kordonowego Korpusu Ochrony Pogranicza.
Strażnica KOP „Zagajno” w 1932 ochraniała pododcinek granicy państwowej szerokości 4 kilometrów 497 metrów od słupa granicznego nr 670 do 679, a w 1938 pododcinek szerokości 4 kilometrów 929 metrów od słupa granicznego nr 668 do 678.
Sąsiednie strażnice:
- strażnica KOP „Duszków” ⇔ strażnica KOP „Wołma” - 1928[2], 1929[3], 1931[4] , 1932[5], 1934[6]
- strażnica KOP „Pomorszczyzna” ⇔ strażnica KOP „Wołma” - 1938[7]

## Walki o strażnicę w 1939
17 września 1939 od 3:30 do 4:30 trwała walka o strażnicę „Zagajno”. Poległo 2 Polaków, 2 odniosło rany, 8 dostało się do niewoli. Atakujący pogranicznicy stracili 6 rannych.

## Dowódcy strażnicy
- sierż. Jan Witkowicz (był 30 VII 1936)[15]